# Мартин Король
Марцин Круль, также Мартын Русин из Журавицы или Мартин Король из Пржемысла (в латинских источниках известен как Martinus Ruthenus, Martinus ex Rutheniæ, Martinus Polonus, Martinus Rex de Premislia; (1422 — до 1 августа 1453), пол. Marcin Król) — математик, астролог

, астроном, врач из Русского воеводства Королевства Польского. Профессор Краковского университета, основатель кафедры астрономии при нём и научной школы, из которой вышел Николай Коперник. Принятое в польской науке имя Марцин Круль является переводом его прозвищ с латыни «Rex», «dictus Rex», «Rex in medicinis», которые он получил от современников за широкие знания в медицине.

## Биография
Родился Мартин в селе Журавица возле Перемышля, был сыном простого крестьянина Ивана (по данным Polski Słownik Biograficzny 1974 года, имя отца четко неизвестно). Впечатляющие природные способности позволили ему после окончания школы в родном Перемышле в 1440 г. поступить в Краковский университет как сын Яна из Перемышля ранее чем в летнем семестре 1440 года, чем в зимнем 1438-39 годов — как сын Станислава из Журавицы (по версии Людвика и Александра Биркенмаеров).
В 1444 году стал бакалавром свободных искусств, магистром — с 1445 года. Преподавал на отделении свободных искусств наук Краковского университета (КУ) или бакалавром, или сразу после окончания обучения. В частности, арифметику — по собственному учебнику «Algorismus minutiarum novae compilationis», объяснял труд Яна Пекхмана «Perspectiva communis». Получив освобождение от университетских обязанностей, в 1445 году уехал за границу для обучения. 18 ноября 1445 стал "mistrz"ом Пражского университета, чему способствовал Мартин из Ленчицы — декан отдела художников Пражского университета, опекун польских студентов в ПУ. Отказался стать здесь профессором. Считают, что во время дороги в Болонью находился в университетах Лейпцига, Вены, Падуи, где налаживал контакты. В Падуе познакомился с Георгом фон Пурбахом в 1448 году. Во время изучения медицины в 1448-49 годах в Болонье, преподавал астрономию в местном университете. Осенью 1449 года стал доктором медицины в Болонье, затем уехал ко двору великого князя Янош Хуньяди, где стал придворным врачом. Здесь поддерживал отношения с Яном Витезем — епископом Великого Варадина, гуманистом, библиофилом, при дворе которого находился, в частности, Григорий из Санока. На рубеже 1449-50 гг. на двор Я. Хуньяди написали письма Ян Длугош, затем — кардинал Збигнев Олесницкий. Из них известно, что Ян Длугош, который возвращался из Рима, дошел до Кракова к молодому врачу-ученому для спасения жизни стареющего краковского кардинала. Также просили его или привезти самому, или передать Григорию из Санока, чтобы тот вернул в Польшу, рукопись Тита Ливиуса «Ab urbe condita». Мартин Русин в 1450 вернулся в Краков, здесь возглавил университетскую коллегиатуру Стобнера, где ждали его. В КУ основал кафедру астрологии.
Все работы Мартина написаны на общепризнанной тогда в научном мире латыни, он был человеком с чрезвычайно высоким уровнем национального сознания, называя себя не Мартин Король, а именно Мартин Русин (Martinus Ruthenus). В итальянских университетах, где было заведено записывать всех студентов с севера только как немцев или поляков, он настаивал на том, чтобы его записали как «Мартина из Рутении (Martinus ex Rutheniae)».
На кафедре Мартина из Журавицы, который в числе первых обратил внимание на недостатки системы Георга фон Пурбаха, учились Яков из Залесья, Иван Брошь из Подляшья, Николай из Шадка, Михаил из Долгополья, Амброзий с Бардиева, Григорий из Нового Села, Бернард Ваповский из Радохониц, Юрий Котермак из Дрогобыча, который, собственно, и стал первым учителем Николая Коперника.
Заработал достаточно денег лекарственной и астрологической практиками, зарабатывал займами под процент. Исполнителями его завещания были профессора Краковского университета Мацей со Слупчи, Станислав из Бжезин, аптекарь Матвей из Кракова. Мартин Русин большинство своих сбережений завещал на помощь в обучении студентам, которые происходили из-под Перемышля. Вероятно, деньги от его должников получала кафедра астрлогии Краковского университета. На 1974 год не была известна основная часть текста завещания. Родному брату Флориану, который остался в Журавице и всю жизнь работал на пашне, он оставил 600 широких пражских грошей (сведения Михала Ковальчука) (корова стоила примерно 1 пражский грош).
Умер молодым до 1 августа 1453 года.